# Persone di cognome Haas
| Questa pagina contiene informazioni ricavate automaticamente dalle voci biografiche con l'ausilio del template Bio e di un bot. L'aggiornamento è periodico e automatico e ricostruisce completamente la pagina. Se manca una persona in questa lista, sei pregato di non aggiungerla, ma accertati piuttosto che la sua voce biografica contenga il template Bio e che i dati anagrafici siano correttamente compilati. Se il template Bio manca, inseriscilo tu stesso o, in alternativa, metti l'avviso {{tmp\|Bio}} che ne segnala la mancanza. Se i dati riportati sono sbagliati, correggi direttamente la voce biografica; le modifiche saranno visibili in questa lista entro pochi giorni. Per chiarimenti vedi il progetto antroponimi. La lista contiene solo le 55 persone che sono citate nell'enciclopedia e per le quali è stato implementato correttamente il template Bio. Pagina aggiornata al 7 mag 2025. |

Questa è una lista di persone presenti nell'enciclopedia che hanno il cognome Haas, suddivise per attività principale.

## Altiste(1)
- Eleriin Haas, altista estone (Pärnu, n. 1992)

## Arcivescovi cattolici(1)
- Wolfgang Haas, arcivescovo cattolico liechtensteinese (Vaduz, n. 1948)

## Attori(1)
- Lukas Haas, attore statunitense (West Hollywood, n. 1976)

## Attrici(2)
- Dolly Haas, attrice tedesca (Amburgo, n. 1910 - New York, † 1994)
- Shira Haas, attrice israeliana (Tel Aviv, n. 1995)

## Calciatori(7)
- Bernt Haas, ex calciatore svizzero (Vienna, n. 1978)
- Daniel Haas, ex calciatore tedesco (Erlenbach am Main, n. 1983)
- Manuel Haas, calciatore austriaco (Salisburgo, n. 1996)
- Mario Haas, ex calciatore austriaco (Graz, n. 1974)
- Modestus Haas, ex calciatore liechtensteinese (n. 1963)
- Nicolas Haas, calciatore svizzero (Sursee, n. 1996)
- Theo de Haas, calciatore olandese (Groninga, n. 1902 - Groninga, † 1976)

## Cestisti(2)
- August Haas, cestista danese (Copenaghen, n. 1997)
- Isaac Haas, cestista statunitense (Birmingham, n. 1995)

## Ciclisti su strada(1)
- Nathan Haas, ciclista su strada australiano (Brisbane, n. 1989)

## Compositori(2)
- Georg Friedrich Haas, compositore austriaco (Graz, n. 1953)
- Pavel Haas, compositore ceco (Brno, n. 1899 - Auschwitz, † 1944)

## Disc jockey(1)
- T. Raumschmiere, disc jockey tedesco (Heidelberg, n. 1975)

## Fisici(1)
- Arthur Erich Haas, fisico austriaco (Brno, n. 1884 - Chicago, † 1941)

## Fondisti(1)
- Josef Haas, fondista svizzero (Marbach, n. 1937 - Marbach, † 2024)

## Fotografe(1)
- Lisel Haas, fotografa tedesca (Mönchengladbach, n. 1898 - Birmingham, † 1989)

## Fotografi(1)
- Ernst Haas, fotografo austriaco (Vienna, n. 1921 - New York, † 1986)

## Giocatori di football americano(1)
- Joshua Haas, giocatore di football americano tedesco (n. 1994)

## Hockeisti su ghiaccio(1)
- Gaëtan Haas, hockeista su ghiaccio svizzero (Bonfol, n. 1992)

## Imprenditori(2)
- Gene Haas, imprenditore statunitense (Youngstown, n. 1952)
- Otto Haas, imprenditore tedesco (Stoccarda, n. 1872 - Filadelfia, † 1960)

## Incisori(1)
- Peter Haas, incisore danese (Copenaghen, n. 1754 - † 1804)

## Militari(1)
- Adolf Haas, militare tedesco (Siegen, n. 1893 - Berlino, † 1945)

## Musicisti(1)
- Karl Haas, musicista, musicologo e direttore d'orchestra tedesco (Karlsruhe, n. 1900 - Londra, † 1970)

## Notai(1)
- Jakob Haas, notaio italiano

## Nuotatori(1)
- Townley Haas, ex nuotatore statunitense (Richmond, n. 1996)

## Pallanuotisti(1)
- Claude Haas, ex pallanuotista francese (Strasburgo, n. 1933)

## Pianiste(1)
- Monique Haas, pianista francese (Parigi, n. 1909 - Parigi, † 1987)

## Piloti automobilistici(1)
- Carl Haas, pilota automobilistico e imprenditore statunitense (Ludwigshafen am Rhein, n. 1929 - Lake Forest, † 2016)

## Piloti motociclistici(1)
- Werner Haas, pilota motociclistico tedesco (Augusta, n. 1927 - Neuburg an der Donau, † 1956)

## Politiche(1)
- Brigitte Haas, politica liechtensteinese (Schaan, n. 1964)

## Politici(1)
- Walter Haas, politico tedesco (Osnabrück, n. 1920 - Osnabrück, † 1996)

## Registi(3)
- Charles F. Haas, regista statunitense (Chicago, n. 1913 - Los Angeles, † 2011)
- Hugo Haas, regista e attore ceco (Brno, n. 1901 - Vienna, † 1968)
- Philip Haas, regista, sceneggiatore e produttore cinematografico statunitense (n. 1954)

## Sceneggiatori(1)
- Derek Haas, sceneggiatore, produttore cinematografico e produttore televisivo statunitense (Dallas, n. 1970)

## Scenografi(1)
- Robert M. Haas, scenografo statunitense (Newark, n. 1889 - Costa Mesa, † 1962)

## Sciatori alpini(3)
- Mathias Haas, ex sciatore alpino austriaco (n. 1962)
- Matteo Haas, sciatore alpino austriaco (n. 2004)
- Michael Haas, ex sciatore alpino austriaco (n. 1969)

## Sciatrici alpine(3)
- Anja Haas, ex sciatrice alpina austriaca (Gerlos, n. 1971)
- Christl Haas, sciatrice alpina austriaca (Kitzbühel, n. 1943 - Manavgat, † 2001)
- Zoë Haas, ex sciatrice alpina svizzera (Calgary, n. 1962)

## Sollevatori(1)
- Hans Haas, sollevatore austriaco (Vienna, n. 1906 - † 1973)

## Tenniste(1)
- Barbara Haas, tennista austriaca (Steyr, n. 1996)

## Tennisti(1)
- Tommy Haas, ex tennista tedesco (Amburgo, n. 1978)

## Teologi(1)
- Hans Haas, teologo tedesco (Donndorf, n. 1868 - Lipsia, † 1934)

## Velocisti(2)
- Christian Haas, ex velocista tedesco (Norimberga, n. 1958)
- Karl-Friedrich Haas, velocista tedesco (Berlino, n. 1931 - Norimberga, † 2021)

## Senza attività specificata(1)
- Paul Haas, tedesco (Bienne, n. 1873)